# イル・メッサジェッロ

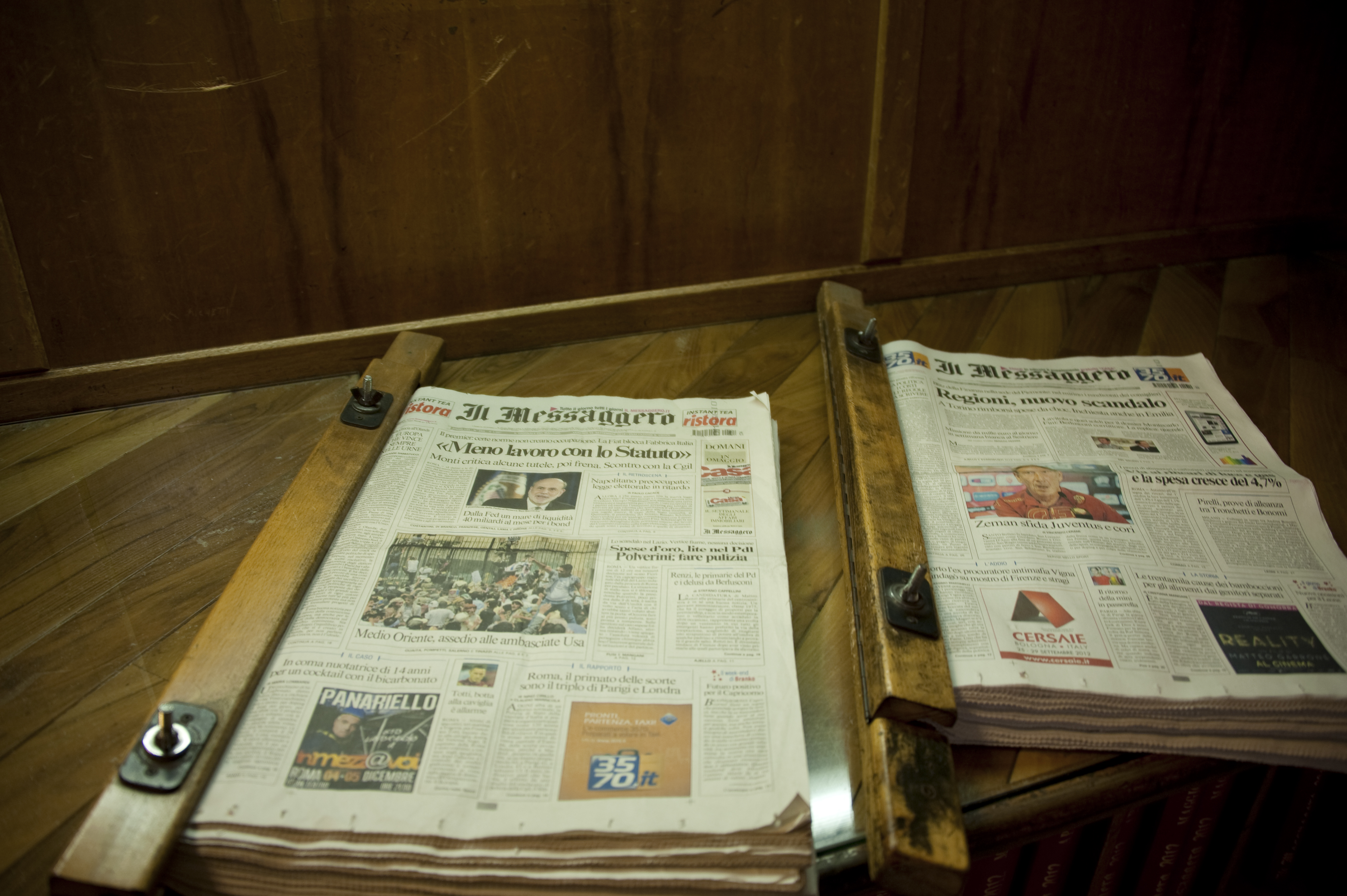
閲覧用のイル・メッサジェッロ

イル・メッサジェッロ（伊: Il Messaggero）は、イタリアの一般紙で、発行形態は日刊紙。

## 歴史
1878年にローマ市で創刊され、Luigi Cesanaの指揮のもと1879年1月にはじめて新聞が発刊された。発行部数は累計で91,012,767部。（2012年）

## 地方紙
地方紙はラツィオ州、アブルッツォ州、マルケ州をはじめとして、主にイタリア中部に12ある｡